# Zohran Mamdani
Zohran Kwame Mamdani (* 18. října 1991, Kampala) je americký politik původem z Ugandy, který v současnosti zastává funkci poslance ve Shromáždění státu New York.

## Osobní život a vzdělání
Jeho otcem je Mahmúd Mamdání, profesor na Kolumbijské univerzitě a Mira Nair, americká filmařka původem z Indie. Ač se narodil v Kampale, hlavním městě Ugandy, v jeho pěti letech se s ním rodina přestěhovala do Kapského Města v Jihoafrické republice a o dva roky později do New Yorku. Zde vychodil přírodovědnou střední školu v Bronxu a následné studium na Bowdoin College, soukromé vysoké škole svobodných umění, završil v roce 2014 bakalářským titulem v afrických studiích. Právě zde se poprvé začal angažovat ve společenských tématech.
V roce 2018 získal americké občanství. Vyznáním je ší'itský muslim. Na začátku roku 2025 se oženil se syrskou umělkyní Ramou Duwaji.

## Kariéra
Před působením v politice působil jako poradce v oblasti prevence exekucí. Mezi roky 2015 a 2020 se angažoval v kampaních několika neúspěšných kandidátů.

### Volby 2020
V roce 2019 Mamdani oznámil, že se bude ucházet o místo poslance za 36. obvod za Astorii a Long Island City. Podpořili jej Demokratičtí socialisté Ameriky (DSA), jejichž kandidátům dříve pomáhal, a ucházel se o nominaci Demokratické strany místo jeho předchůdkyně Aravelly Simotas. To se mu povedlo a v listopadu 2020 pak volby se silně reformním programem vyhrál. Funkci obhájil následně v roce 2022 i v roce 2024.

### Kandidatura na starostu New Yorku 2025
23. října 2024 oznámil Mamdani, že se chystá ucházet se o nominaci v primárkách Demokratické strany do voleb. Svůj program zaměřuje na podporu pracující třídy a slibuje zvýšení její životní úrovně ve městě.
Primárky měly podle průzkumů být soubojem bývalého newyorského guvernéra Andrewa Cuoma a právě Mamdaniho. V prvním kole Mamdani Cuoma porazil poměrem hlasů 43,5 : 36,4 %. Po vyřazení slabších kandidátů se zbývající voliči rozdělili spíše ve prospěch Mamdaniho, který vítězství potvrdil ziskem 56% hlasů (oproti Cuomovi se 44%).

## Politické názory
Zohran Mamdani se považuje za demokratického socialistu od prezidentských voleb 2016, ve kterých sympatizoval s Berniem Sandersem. Později se stal členem DSA.

### Ekonomická a sociální problematika
Mamdani považuje za problém vysoké životní náklady v New Yorku. Navrhuje proto především výstavbu několika set tisíc veřejných bytů a učinit tak bydlení dostupné i pro nízkopříjmové. Minimální mzda v New Yorku by se podle něj měla do roku 2030 zvýšit alespoň na 30 dolarů za hodinu. Pro podpoření podpoření dalších projektů navrhuje Mamdani zdanit vrchní procento obyvatelstva podle majetku, zavést by chtěl například bezplatné univerzitní vzdělávání, dětskou péči, zastropování růstu nájmů a cen jízdenek metra, zdarma jízdy autobusovými linkami a ochranu nájemníků.
Podle něj je nepřípustná jakákoli diskriminace na základě národnosti, původu, věku, pohlaví (a s tím spojené otázky sexuální identity), postižení nebo těhotenství a s ním spojených aspektů. V roce 2024 navrhl tato opatření přidat do ústavy státu New York.

### Názory na palestinsko-izraelský konflikt
Mamdani v současnosti považuje akce Izraele za genocidu a podporuje hnutí BDS. Za své názory byl kritizován, což však odmítá s tím, že je proti antisemitismu. Podle něj však Izrael má existovat jako stát rovných práv pro všechny.